# Ventrifossa macroptera
Ventrifossa macroptera és una espècie de peix de la família dels macrúrids i de l'ordre dels gadiformes. Pot atènyer 40 cm de llargària total.

## Hàbitat
És un peix d'aigües profundes que viu entre 685-710 m de fondària. Es troba al sud del Japó, el sud-oest de Taiwan i les Illes Hawaii.